# 齊滅萊之戰
齐攻莱之战，是指姜齊自建國至滅亡萊國時，與萊國所發生的一系列戰爭。

## 概述
約前11世紀，周武王滅商後，將功臣呂尚分封在營丘，國號齊。呂尚至營丘，即與萊國在營丘附近發生戰爭，幸保不失。
前602年，齐惠公、鲁宣公率齊魯二國聯軍攻萊，同年秋，魯國又攻打萊國。
前600年，齊國再派軍攻萊。
前571年春，齊國出兵攻萊，但在齊國大臣夙沙衞受萊國大臣正輿子的賄賂，在夙沙衞的操作之下，齊國退兵。同年夏，魯成公夫人齊姜去世，齊靈公召“諸姜宗婦來送葬”，其中包括萊國國君在內，但萊君始終不來，於是齊國派大臣晏弱在東陽開始築城向萊國施壓。
前568年，晏弱在東陽的築城完成，並出兵攻萊，同年3月15日包圍萊都。
前567年2月19日，萊軍分三支出擊，齊國叛臣王湫一支、正輿子一支及萊國棠邑出兵一支，然而皆被齊軍擊敗。3月3日，齊軍占領萊都，萊共公浮柔逃住棠邑，正輿子、王湫逃奔莒國，但被莒國人所殺。
占領萊都後，晏弱率軍包圍萊共公所在的棠邑，11月7日，齊軍克棠邑，萊共公被遷至郳國。